# Џин Хершолт
Жан Пјер Карл Бурон (фр. Jean Pierre Carl Buron; Копенхаген, 12. јул 1886 — Лос Анђелес, 2. јун 1956), познатији као Џин Хершолт (дан. Jean Hersholt), био је данско-амерички глумац.

## Биографија
Рођен је у Копенхагену у познатој данској глумачкој породици. Као млад дечак путовао је са породицом по Европи. Касније је матурирао на Школи уметности у Копенхагену. Своја прва два филма је снимио у Немачкој током 1906. године. Године 1913. емигрира у у САД и ту снима укупно 140 филмова (75 немих и 65 са звуком) од којих је четири и режирао. Ујак је канадском бившем заменику премијера Ерику Нилсену, као и познатом глумцу Леслију Нилсену.
Најпознатије улоге је остварио као Маркус Шулер у филму Greed и као деда Ширли Темпл у филму Хајди (1937). Његова последња улога је била у филму Run for Cover 1955. године.

## Филмографија
| Улоге Џина Хершолта |              |               |       |          |
| Година              | Српски назив | Изворни назив | Улога | Напомена |
| 1932.               | Гранд хотел  |               | Зенф  |          |